# Mugraha
Mugraha (nep. मुग्राहाँ) – gaun wikas samiti w zachodniej części Nepalu w strefie Karnali w dystrykcie Kalikot. Według nepalskiego spisu powszechnego z 2011 roku liczył on 497 gospodarstw domowych i 2790 mieszkańców (1447 kobiet i 1343 mężczyzn).